# نوقند
نوقند یکی از روستاهای بسیار قدیمی در دهستان قهستان بخش قهستان شهرستان درمیان استان خراسان جنوبی ایران می‌باشد.

## جغرافیا
نوقند نام روستایی گردشگری و باستانی است در فاصله ۸۰ کیلومتری شمال شرقی شهرستان بیرجند از استان خراسان جنوبی. این روستا پیشینه‌ای تاریخی به دوران حکومت زندیه ایران دارد.

## ریشه‌شناسی نام
نام نوقند عربی‌شدهٔ واژهٔ پهلوی «نوکند» است و معنی ترکیبی آن «دژ جدید» می‌باشد. معنی جزء اول «نو» از پارسی عام به معنی جدید و جزء دوم «قند» همان «کند» از پارسی باستانی «کنتا»، سغدی «کنت» بمعنی دژ یا شهر است.

## پیشینه تاریخی
نوقند، محله‌هایی با نامهای بسیار قدیمی دارد که شاخص‌ترین آن از نظر قدمت «آغال گبرو» است که اکنون مکانی برای اتراق دام‌هاست، و گبرو جمع گبرهاست و گبر در اینجا حکایت از سکونت زرتشتیان در آن مکان در حدود بیش از هزار سال قبل دارد کما اینکه در فاصله‌ نه چندان دور از آن مکان در زمان احداث جاده روبروی روستا در دهه ۷۰ قبرهایی با اشیاء قدیمی که احتمالاً مرتبط با همین ساکنین بوده کشف شد.
این روستا از نظر علمی در گذشته رتبه بالایی در میان روستاهای همجوار داشته و در گذشته دانش آموزان زیادی از روستاهای دور برای تحصیل به این روستا می‌آمدند. در دهه ۷۰ مدرسه جدیدی به نام دبستان مسلم ابن عقیل در محله بالای روستا از نو احداث گردید، ولی باتوجه به مهاجرت بسیار اهالی به مرکز استان یا شهرهای دیگر، از جمعیت فعال روستا کاسته شد. همچنین در سال ۱۳۹۲ مدرسه قدیمی نوقند توسط آموزش و پرورش تخریب شد. همچنین، مدرسه قدیم دارای ۵ فنجان آب می‌باشد که توسط مالک قبلی آن یعنی مرحوم نجف‌قلی بیک سبزاری به همراه شش دانگ زمین و ملک در دهه ۲۰ خورشیدی به اداره فرهنگ وقت فروخته شده است.
مسجد قدیمی صاحب الزمانی نوقند هم اولین تاریخ ثبت شده احداث آن ۱۲۱۰ هجری شمسی می‌باشد که به گفته اهالی، آن تاریخ هم مربوط به بازسازی مجدد آن بوده و قدمت مسجد بیشتر از آن است، در سال ۱۳۸۴ هم پروژه تجدید بنای مسجد توسط خود اهالی نوقند آغاز شد و بنای قدیمی تخریب و دوباره در سه طبقه از نو بازسازی گردید.

## وضعیت زیرساخت فعلی
در حال حاضر نوقند از امکانات تلفن - برق -لوله کشی آب، مسجد و حسینیه نوساز و یک مدرسه دبستان نوساز، کتابخانه، خانه عالم، کانون فرهنگی، پایگاه مقاومت بسیج، چمن مصنوعی، دکل همراه، دیجیتال و … برخوردار است و همچنین در سالهای اخیر جمعیت فصلی آن نیز افزایش یافته و خانه‌های زیادی در روستا مجدداً بازسازی و حتی خانه‌های جدیدی ساخته شدند که اغلب به دلیل سردی هوا بیشتر در تابستان مورد استفاده قرار می‌گیرد.

## محصولات کشاورزی
نوقند باتوجه به قرارگرفتن در استان خراسان جنوبی و قهستان در سده اخیر اکثر محصولات باغی و تجاری آن به زرشک تغییر کرده و اکنون زرشک نوقند باتوجه به آبیاری توسط آب معدنی روستا و آب و هوای سرد کوهستانی از کیفیت نسبتا خوبی برخوردار است.

علاوه بر زرشک میتوان به کشت محصولاتی مثل گردو و بادام نیز در این روستا اشاره کرد.

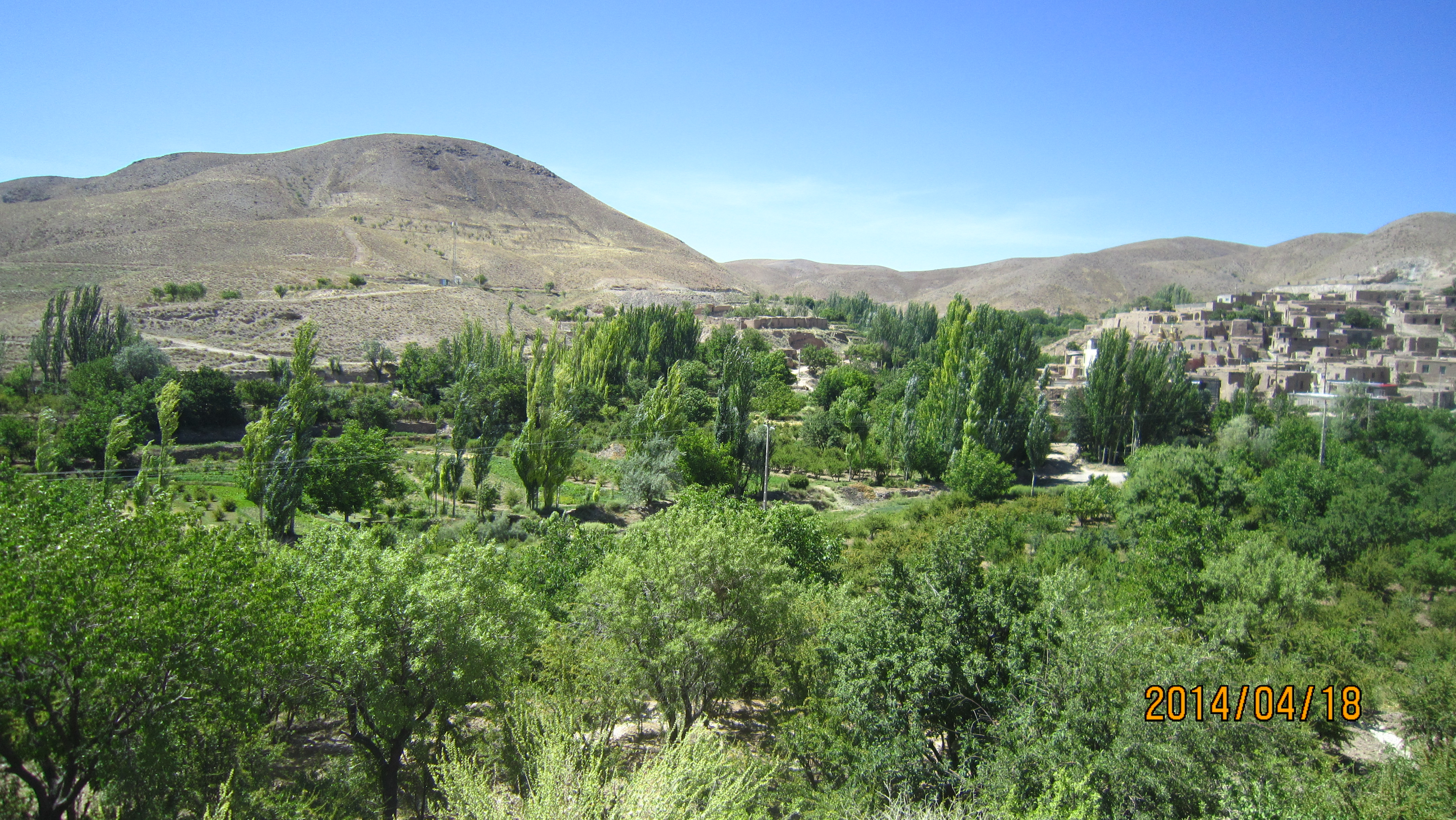
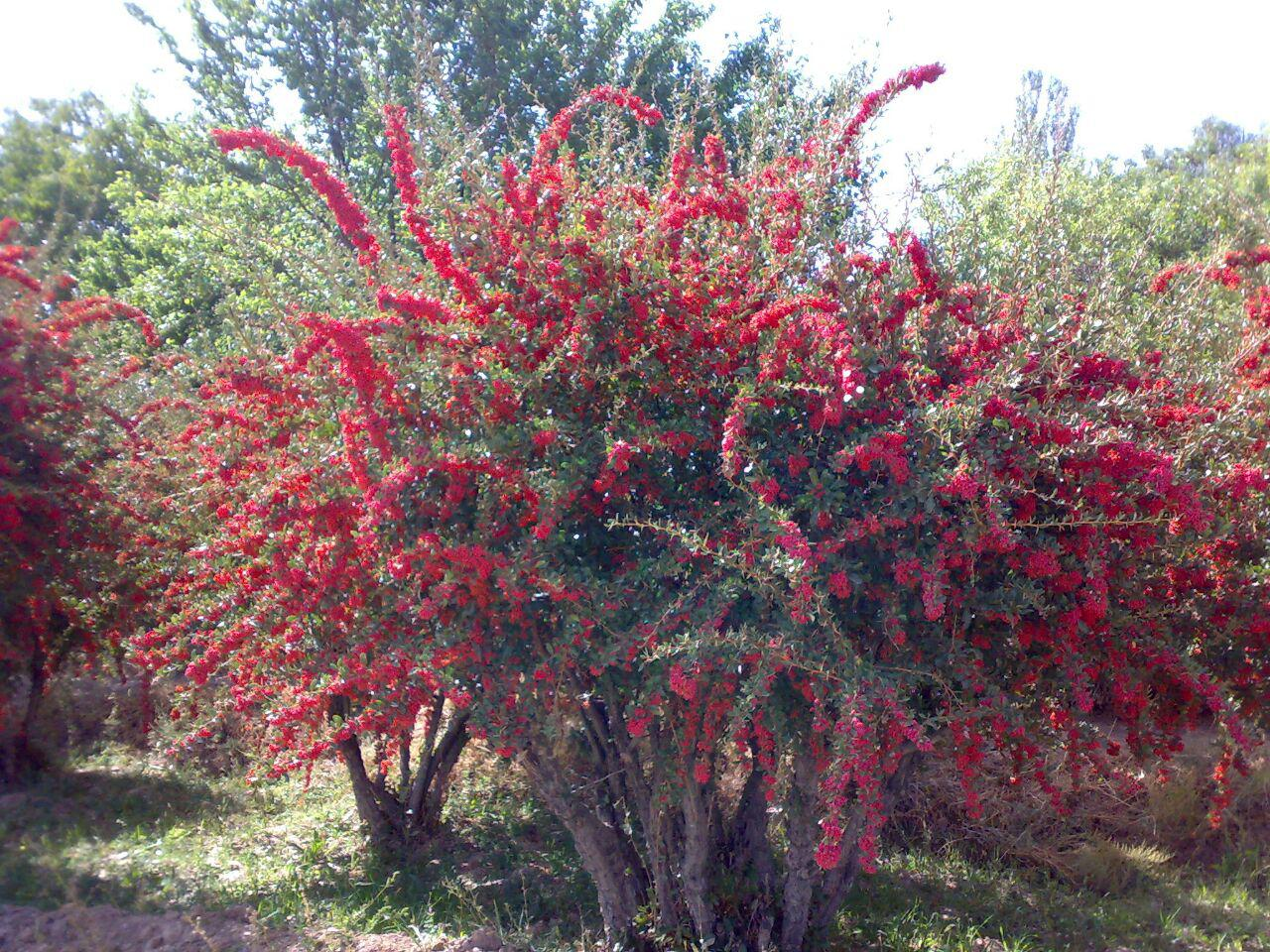
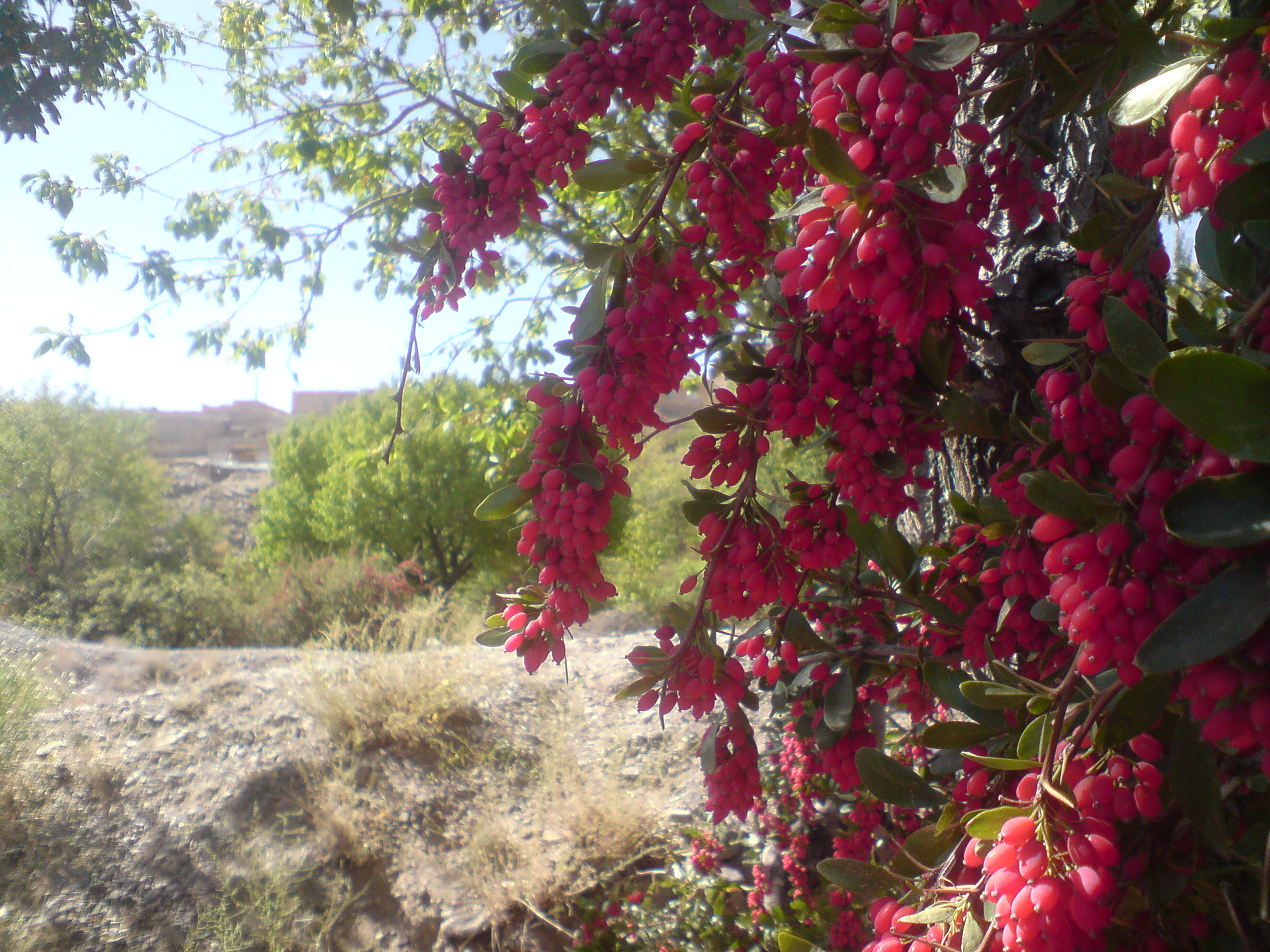
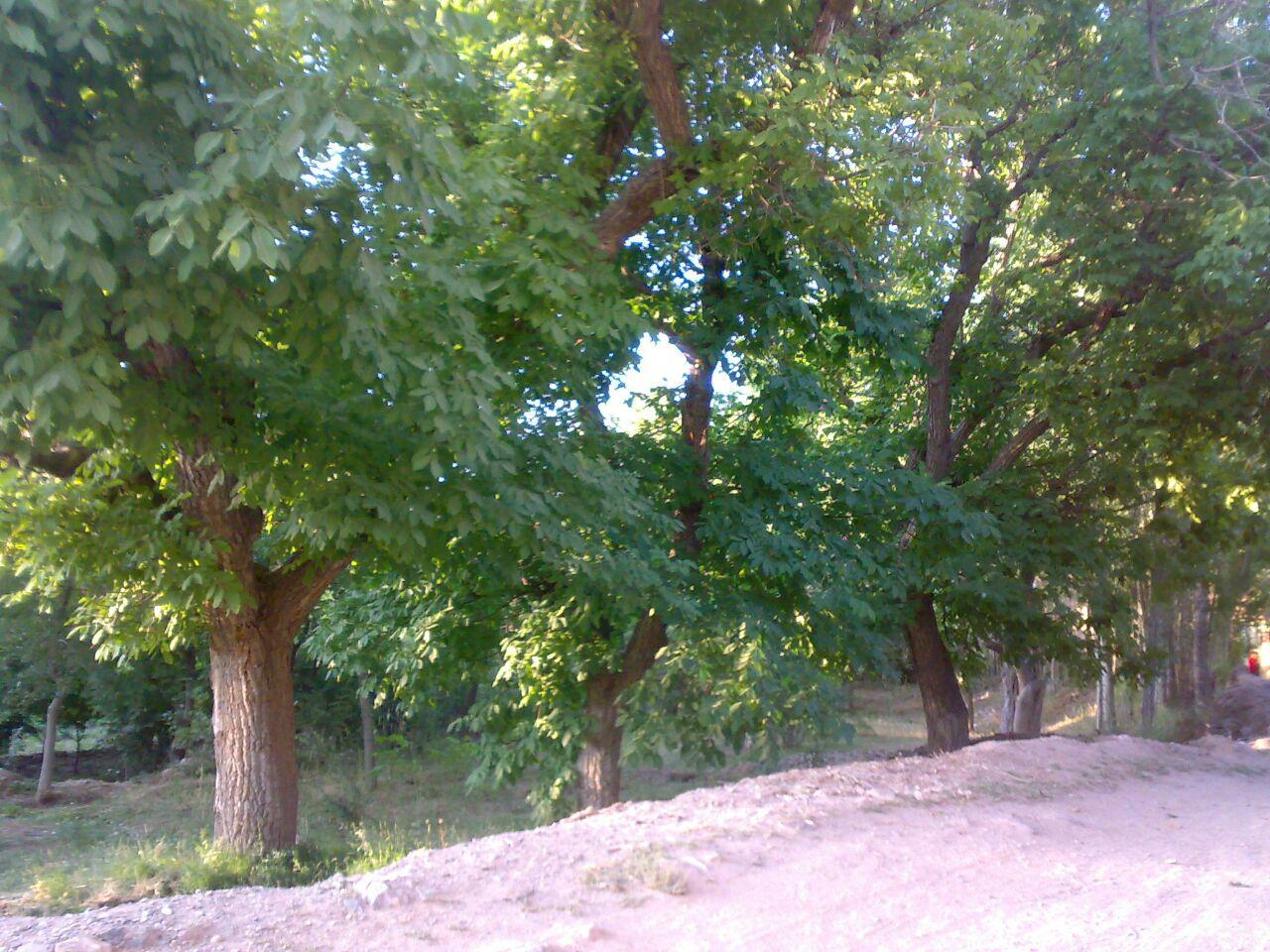
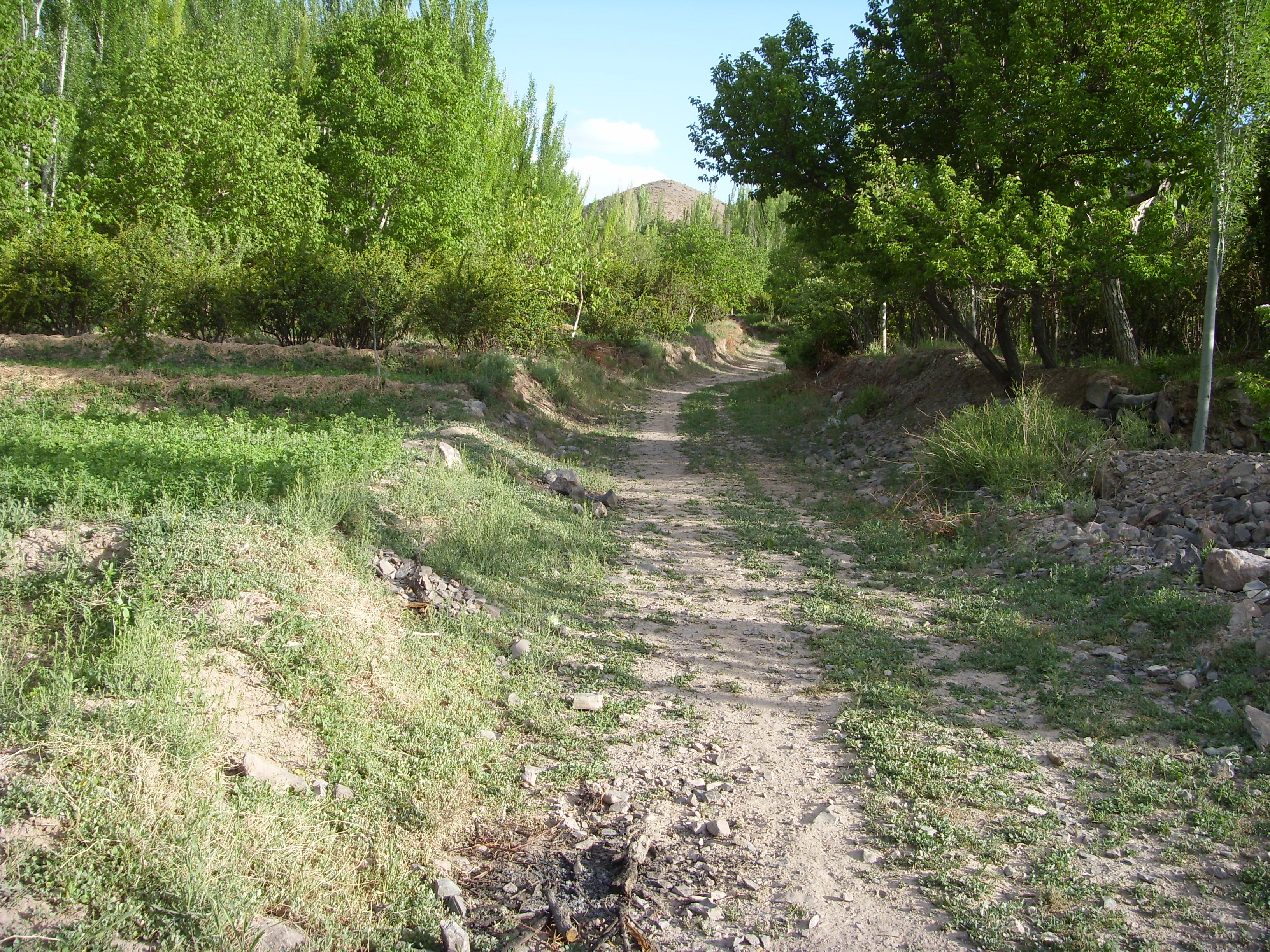
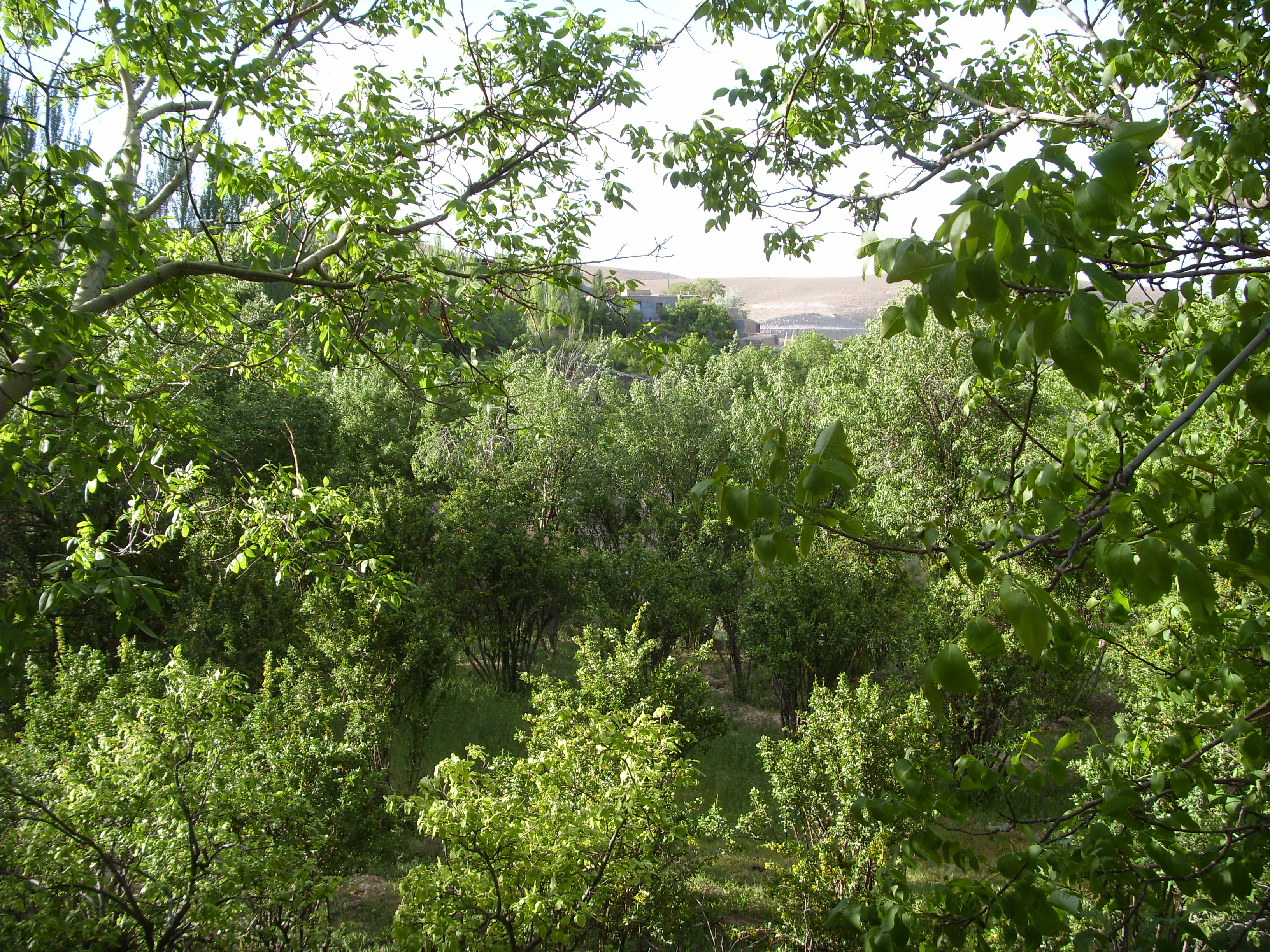

همچنین بجز محصولات کشاورزی، قالیبافی نیز از گذشته در این روستا و البته همه منطقه شغل خانگی اکثر روستاییان بوده و اکنون نیز برخی بانوان خانه دار مشغول این کار هستند.

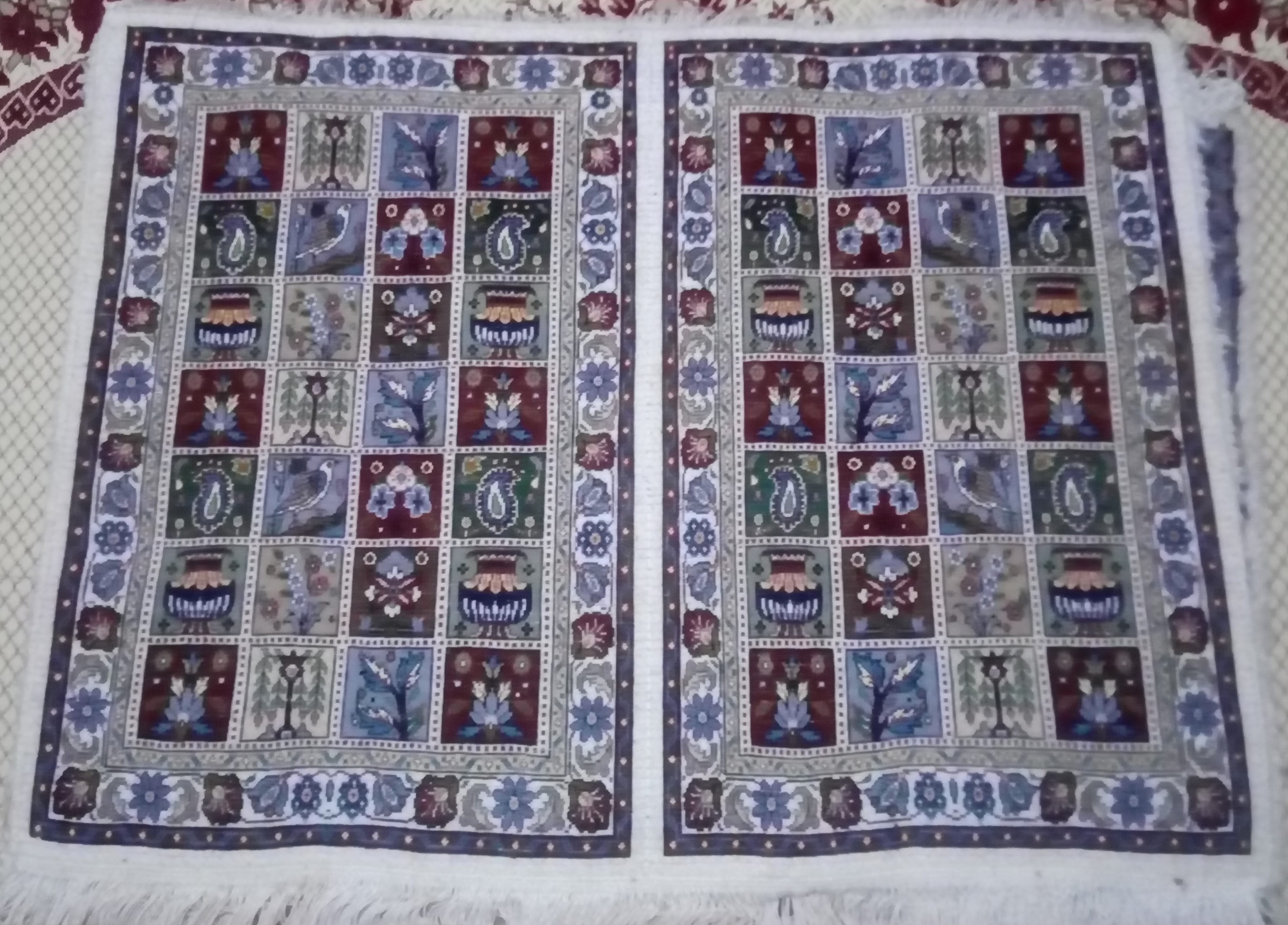
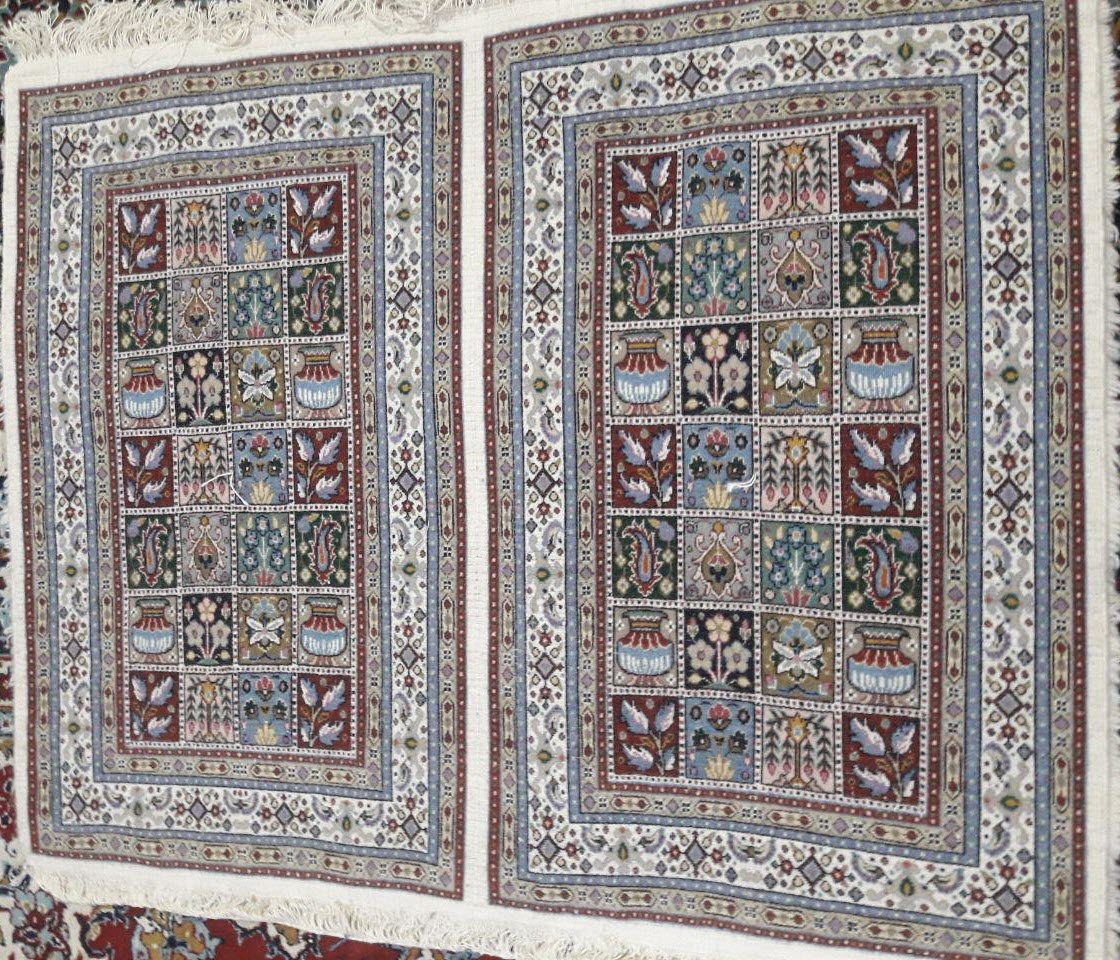
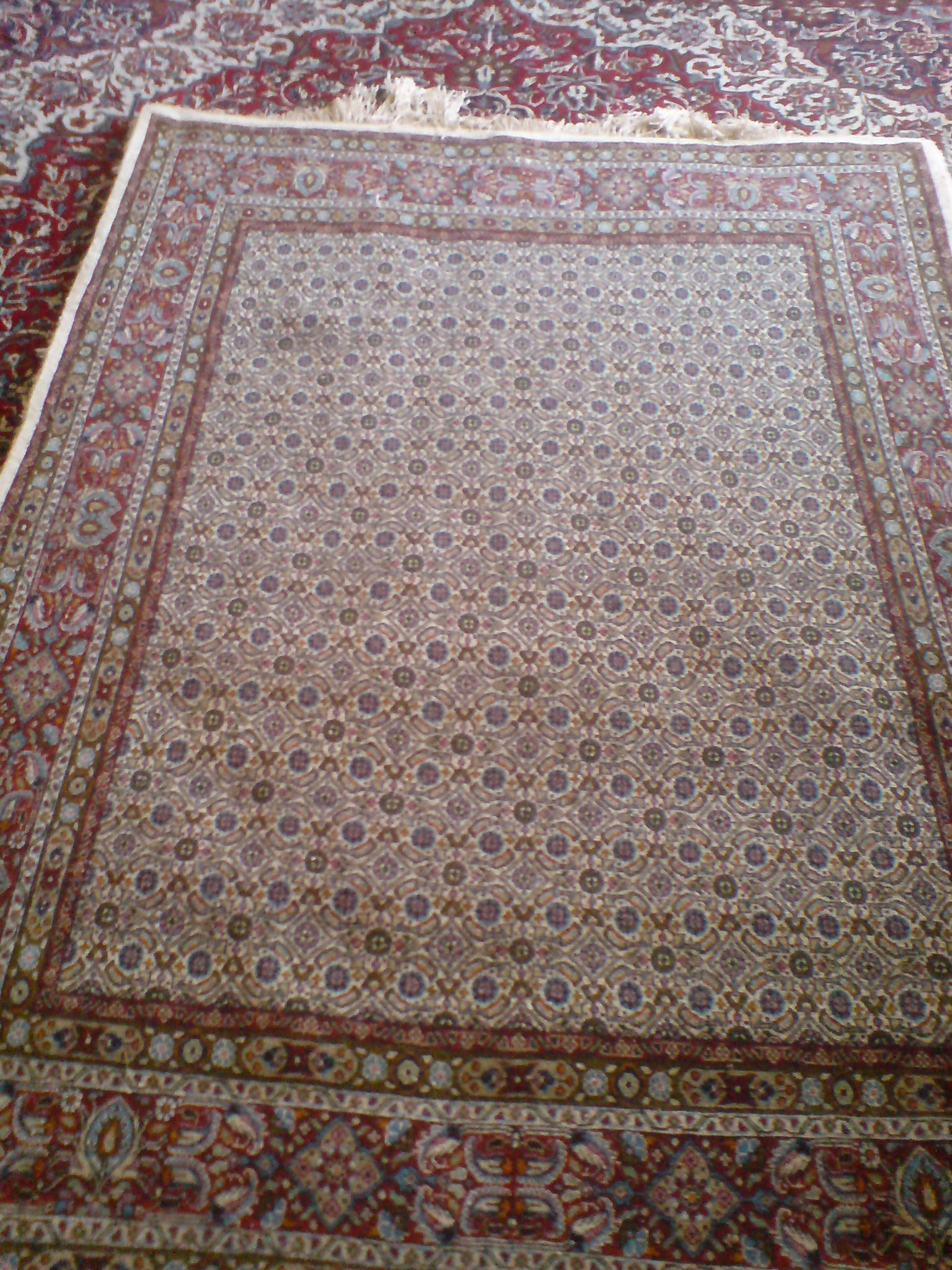

## جمعیت
بر پایه سرشماری عمومی نفوس و مسکن در سال ۱۳۹۵ جمعیت این روستا ۱۳۲ نفر (در ۴۶ خانوار) بوده است.